# Chili op de Olympische Zomerspelen 1928
Chili nam deel aan de Olympische Zomerspelen 1928 in Amsterdam, Nederland. Het was de vijfde deelname van het land. Marathonloper Manuel Plaza droeg, net als in 1924, de nationale vlag tijdens de openingsceremonie.
Er namen 28 mannen deel in zes olympische sportdisciplines. In de atletiek werd voor de vijfdemaal deelgenomen, in de wielersport voor de derdemaal en voor de tweedemaal in het boksen en schermen. Voor het eerst werd deelgenomen in het voetbal en zwemmen. De atleten Alfredo Ugarte en Manuel Plaza en de wielrenners Francisco Juillet en Alejandro Vidal namen voor de tweede keer deel.
Voor het eerst werd er een medaille gewonnen, deze eer viel Manuel Plaza ten deel middels de zilveren medaille op de marathon.

## Medailleoverzicht
| Sport    | Olympiër     | Onderdeel    | Medaille |
| -------- | ------------ | ------------ | -------- |
| Atletiek | Manuel Plaza | marathon (m) | Zilver   |

## Deelnemers en resultaten

### Atletiek
| Olympiër (deelname)  | Onderdeel          | Resultaat | Prestatie                             |
| -------------------- | ------------------ | --------- | ------------------------------------- |
| Óscar Alvarado       | 100 m (m)          | series    | serie 11: 4de                         |
| Rodolfo Wagner       | 100 m (m)          | series    | serie 7: 3de                          |
| Alejandro Hannig     | 200 m (m)          | series    | serie 3: 5de                          |
| Rudolfo Hannig       | 400 m (m)          | series    | serie 6: 5de                          |
| José Vicente Salinas | 400 m (m)          | series    | serie 12: 3de                         |
| Alfredo Ugarte (2)   | 100 m horden (m)   | series    | serie 6: 3de                          |
| Manuel Plaza (2)     | marathon (m)       | Zilver    | 2:33.23                               |
| Óscar Alvarado       | verspringen (m)    | 34e       | kwalificatie groep A: 8ste met 6,51m  |
| Héctor Benaprés      | discuswerpen (m)   | 26e       | kwalificatie groep D: 8ste met 38,18m |
| Ricardo Bayer        | kogelslingeren (m) | 8e        | kwalificatie groep A: 5de met 46,34m  |

### Boksen
| Olympiër           | Onderdeel    | Resultaat | Prestatie |
| ------------------ | ------------ | --------- | --- |
| José Turra Riviera | -50,8 kg (m) | 17e       | 1ste ronde: V van GRE Felix: punten                                                                                |
| Osvaldo Sánchez    | -53,5 kg (m) | 9e        | 1ste ronde: W van POL Glon: punten 2de ronde: V van USA Daley: punten                                              |
| Jorge Díaz         | -61,2 kg (m) | 5e        | 1ste ronde: W van IRL O'Shea: punten 2de ronde: W van FRA Carcagne: punten kwartfinale: V van SWE Berggren: punten |
| Sergio Ojeda       | -79,4 kg (m) | 9e        | 1ste ronde: V van ARG Avendaño: punten                                                                             |

### Schermen
| Olympiër        | Onderdeel  | Resultaat | Prestatie                                                 |
| --------------- | ---------- | --------- | --------------------------------------------------------- |
| Tomás Goyoaga   | degen (m)  | 37e       | groep F: 7de met 3 overwinningen                          |
| Tomás Goyoaga   | floret (m) | 25e       | groep E: 7de met 1 overwinning                            |
| Abelardo Castro | sabel (m)  | 13e       | groep A: 2de halve finale groep B: 8ste met 1 overwinning |
| Efrain Díaz     | sabel (m)  | 25e       | groep H: 5de met 2 overwinningen                          |
| Tomás Goyoaga   | sabel (m)  | 25e       | groep F: 5de met 2 overwinningen                          |

### Voetbal
| Olympiër | Onderdeel | Resultaat | Prestatie |
| --- | --------- | --------- | --- |
| Óscar Alfaro Alejandro Carbonell Humberto Contreras Ernesto Chaparro Juan Ibacache Víctor Morales José Olguín Guillermo Saavedra Carlos Schneeberger Guillermo Subiabre Arturo Torres | mannen    | 37e       | voorronde: V van Portugal: 2-4 1ste ronde troosttoernooi: W van Mexico: 3-1 finale troosttoernooi: V van Nederland: 2-2 |

### Wielersport
| Olympiër                                                         | Onderdeel                | Resultaat | Prestatie                                 |
| Baan                                                             | Baan                     | Baan      | Baan                                      |
| ---------------------------------------------------------------- | ------------------------ | --------- | ----------------------------------------- |
| Francisco Juillet (2)                                            | sprint (m)               | 9e        | serie 5: 3de 1ste ronde herkansingen: 2de |
| Eduardo Maillard                                                 | tijdrit (m)              | 14e       | 1.20,1                                    |
| Jorge Gamboa Eduardo Maillard Carlos Rocuant Alejandro Vidal (2) | ploegenachtervolging (m) | 9e        | serie 2: V van Frankrijk                  |

### Zwemmen
| Olympiër            | Onderdeel            | Resultaat | Prestatie    |
| ------------------- | -------------------- | --------- | ------------ |
| Horacio Astaburuaga | 100 m vrije slag (m) | series    | serie 2: 4de |
| Hernán Schüler      | 100 m vrije slag (m) | series    | serie 1: 5de |
| Faelo Zúñiga        | 100 m vrije slag (m) | series    | serie 5: 4de |
| Hernán Téllez       | 400 m vrije slag (m) | series    | serie 5: 5de |

Argentinië · Australië · België · Brits-Indië · Bulgarije · Canada · Chili · Cuba · Denemarken · Duitsland · Egypte · Estland · Filipijnen · Finland · Frankrijk · Griekenland · Groot-Brittannië · Haïti · Hongarije · Ierland · Italië · Japan · Joegoslavië · Letland · Litouwen · Luxemburg · Malta · Mexico · Monaco · Nederland · Nieuw-Zeeland · Noorwegen · Oostenrijk · Panama · Polen · Portugal · Roemenië · Spanje · Tsjecho-Slowakije · Turkije · Uruguay · Verenigde Staten · Zuid-Afrika · Zuid-Rhodesië · Zweden · Zwitserland